# Dagny Carlsson

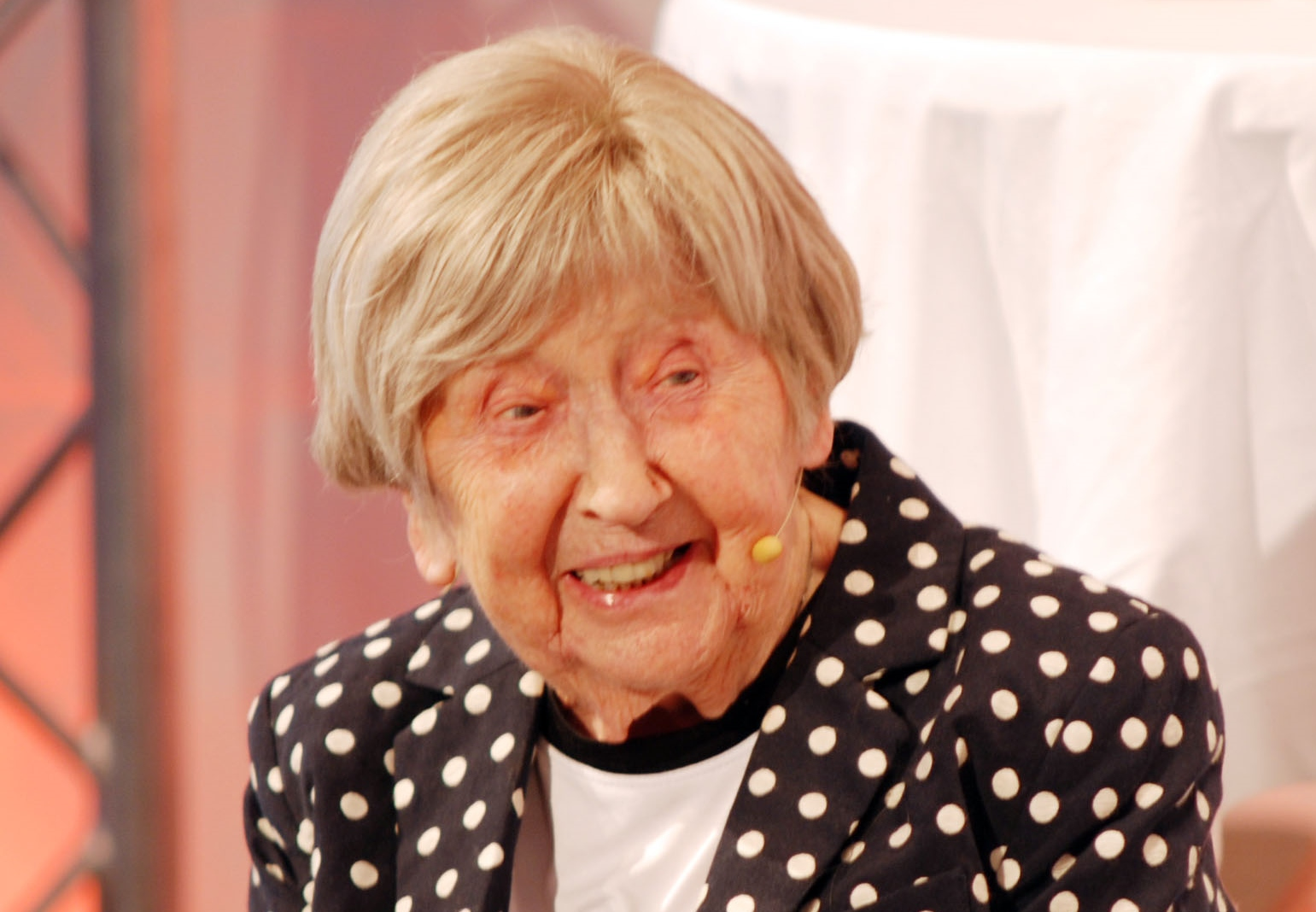
Dagny Carlsson (2013)

Dagny Carlsson (* 8. Mai 1912 in Kristianstad, Schweden, als Dagny Valborg Eriksson; † 24. März 2022 in Solna) war eine schwedische Bloggerin, bekannt als die älteste Bloggerin der Welt.

## Leben
Als sie 17 Jahre alt war, starb ihr Vater, und ihre Mutter blieb mit ihr und drei jüngeren Geschwistern zurück. Sie stellte ihren Wunsch zurück, Lehrerin zu werden, und nahm eine Arbeit als Näherin in einer Fabrik auf. Später absolvierte sie eine Ausbildung in einem Textilinstitut in Norrköping.
Carlsson war von 1942 bis 1951 mit Ragnar Norling (1909–1958) und von 1951 bis zu seinem Krebstod im Jahr 2004 mit Harry Carlsson (1913–2004) verheiratet.
Mit 99 Jahren nahm Carlsson erstmals an einem Computerkurs teil. Die Kursleiterin Elena Ström bestärkte sie in ihrer Idee, einen Blog einzurichten, und war bei den ersten Schritten behilflich. 2012 eröffnete Dagny Carlsson im Alter von 100 Jahren ihren Blog Blogga Med Mig! (Blogge mit mir!), in dem sie ihre Beiträge mit „Bojan“ unterschrieb. Sie unterrichtete nebenher andere Senioren darin, den Computer zu nutzen.
2015 erschien in Schwedens Fernsehen (SVT) der Dokumentarfilm von Åsa Blanck Livet börjar vid 100 (Das Leben beginnt mit 100) über Dagny Carlsson. Durch ihre Hauptrolle in diesem Film wurde ihr Blog bekannt, und Interviews mit Carlsson und Berichte über sie erschienen in zahlreichen Zeitungen, Fernsehprogrammen und Websites. Sie erhielt eine Nebenrolle im Film Der Hunderteinjährige, der die Rechnung nicht bezahlte und verschwand, mit Kinostart 2016 in Skandinavien. Im Jahr 2016 veröffentlichte Carlsson mit Helen Bjurberg ihre Autobiografie.
2018 wurde Dagny Carlsson vom schwedischen Königspaar im Königspalast empfangen und 2020 feierte sie ihren 108. Geburtstag in Quarantäne wegen der Corona-Pandemie.
Auf die Frage nach ihrem Rezept für ein langes Leben hat sie geantwortet: „gute Gene und Neugier“.
Vor Carlsson waren schon andere Menschen als (damalige) „weltweit älteste Blogger“ bekannt geworden:
- Olive Riley, Australierin, geboren am 20. Oktober 1899, gestorben am 12. Juli 2008,[15] deren Lebensgeschichte von Mike Rubbo in einem Dokumentarfilm dargestellt wurde, schrieb bis zum 26. Juni 2008 in ihrem Blog.[16]
- María Amelia López, geboren 23. Dezember 1911 in Muxia, Spanien,[17] gestorben am 22. Mai 2009 ebendort, schrieb ihren ersten Blogeintrag an ihrem 95. Geburtstag am 23. Dezember 2006, als ihr Enkel ihr „einen Weblog schenkte“.[18]

## Preise
2013 gewann Dagny Carlsson den Titel Veckans svensk (Schwede der Woche) in der von Pär Lernström geleiteten gleichnamigen Fernsehshow. Im Jahr 2015 ernannte die Zeitung Senioren sie zum årets senior (Senior des Jahres). Im Jahr 2019 wurde sie årets guldambassadör (Goldbotschafter des Jahres) in Kristianstad.

## Veröffentlichungen
- Dagny Carlsson, Helen Bjurberg: Livet enligt Dagny: i huvudet på en 104-åring, Bokförlaget Forum, 2016, ISBN 9789137149455